# جوينايل أوبري
جوينايل أوبري (بالفرنسية: Gwenaëlle Aubry) روائية وفيلسوفة فرنسية. ولدت في 2 أبريل 1971. حصلت على جائزة فيمينا الأدبية عام 2009.

## روابط خارجية
- جوينايل أوبري على موقع IMDb (الإنجليزية)